# Tiwa Savage
Tiwatope Savage-Balogun, nota anche con lo pseudonimo di Tiwa Savage (Ikeja, 5 febbraio 1980), è una cantante, compositrice e attrice nigeriana Attualmente ha un accordo di songwriting con Sony/ATV Music Publishing. Canta in inglese e yoruba. Come cantante, i suoi successi includono, tra gli altri, un MTV Africa Music Award, un Nigeria Musica Video Award e due City People Entertainment Awards.

## Carriera musicale
Nel 2012 ha firmato un contratto discografico con la Mavin Records. Ha inoltre firmato un accordo di gestione e pubblicazione con Roc Nation nel giugno 2016, che ha poi confermato tramite Instagram. Ha co-scritto il brano Collard Greens & Cornbread dell'album Back to Me nominato ai Fantasia Barrino Grammy's. Savage è stata invitata a partecipare a Solar Plexus, una compilation pubblicata da Mavin Records. Il suo album di debutto in studio, Once Upon a Time è stato rilasciato il 3 luglio 2013, sostenuto dai singoli Kele Kele Love, Love Me (3x), Senza il mio cuore, Ife Wa Gbona, Folarin, Olorun Mi e Eminado. Il secondo album in studio, R.E.D è stato rilasciato il 19 dicembre 2015. Ha prodotto i singoli My Darlin, African Waist e If I Start To Talk.

### Infanzia, inizio carriera e songwriting
Nata a Ikeja, la capitale dello Stato di Lagos, si trasferì con la famiglia a Londra quando aveva 11 anni. Durante il liceo suonava il trombone nell'orchestra della sua scuola. Ebbe un'educazione multiculturale in seguito all'emigrazione dalla Nigeria verso il Regno Unito e dal Regno Unito agli Stati Uniti. Dopo la laurea in Economia aziendale alla University of Kent, iniziò a lavorare per la Royal Bank of Scotland. Fece la corista per George Michael all'età di 16 anni e per altri musicisti come Mary J. Blige, Chaka Khan, Blu Cantrell, Emma Bunton, Kelly Clarkson, Andrea Bocelli, Ms. Dynamite tra gli altri. Inoltre, si è esibita sul palco con Sting, 50 Cent, The Black Eyed Peas, Eminem, Robbie Williams e Destiny's Child, per nominare alcuni.
Nel 2006 ha partecipato ad X Factor UK e, sebbene l'esperienza televisiva non sia stata un grande successo, le ha dato uno slancio per le esperienze future. Nel 2009 firmò un contratto con la Sony ed ha modo di collaborare con artisti come Snoop Dogg e Fantasia Barrino; la collaborazione con quest'ultima le permise di ricevere una nomination ai Grammy. Contestualmente, l'artista eseguì i background vocals in I Look To You, brano di Whitney Houston. In seguito a queste esperienze, Tiwa Savage decise di ritornare in Nigeria e firmare un contratto con una casa discografica nigeriana, la Marvin Records.

### Solar Plexus, Once Upon A Time, R.E.D. (2012 - 2016)
Dopo aver co-condotto il talent show Nigerian Idol e preso parte ad una compilation della sua edichetta intitolata Solar Plexus nel 2012, Tiwa Savage ebbe finalmente modo di concentrarsi maggiormente sulla sua carriera di interprete. Tiwa pubblicò un singolo intitolato Higher in onore dell'imprenditore Ovation Red Carol, mentre nel 2013 ebbe finalmente modo di pubblicare il suo album di debutto Once Upon A Time, che ottenne un notevole successo in patria al punto da essere nominato come "album nigeriano dell'anno" ai Nigerian Entertainment Awards 2014. L'album viene promosso attraverso il lancio di ben 7 singoli.
Nel 2014, Tiwa Savage ha rilasciato molte collaborazioni con altri artisti africani e brani da solista, tra cui il singolo Love In Yellow, pubblicato nel giorno di San Valentino. Alcuni mesi dopo, la cantante si è esibita durante la cerimonia degli MTV African Music Awards in compagnia della stella americana Miguel. Sempre nel 2014 la cantante ha preso parte alla campagna umanitaria Africa Rising, prendendo parte ad un omonimo brano musicale.
A dicembre 2015, Tiwa Savage ha pubblicato il suo secondo album R.E.D., acronimo di "Romance, Expression and Dance". In un primo momento, l'album è stato pubblicato in maniera gratuita sulla piattaforma MTN Music: in sole 24 ore, l'album è diventato il progetto più ascoltato di sempre sulla suddetta piattaforma. Una versione deluxe del disco è stata pubblicata poi nel 2016: in questa edizione è presente anche un duetto con Wizkid. L'album è nominato ai Nigerian Entertainment Awards 2016 come album dell'anno. Nel giugno 2016, la cantante ha firmato un nuovo contratto con una major internazionale, optando questa volta per la Roc Nation.

### Sugarcane (2017 - presente)
Nel 2017, Tiwa Savage ha pubblicato l'EP Sugarcane, il suo primo lavoro ad essere promosso in tutto il mondo, nonché terza nomina ai Nigerian Entertainment Awards come album dell'anno. Nel novembre 2018, dopo aver pubblicato molti singoli di successo, Tiwa diventò la prima donna a vincere nella categoria Best African Act durante gli MTV Europe Music Awards. La cantante pubblicò il singolo One nei giorni immediatamente successivi. Dopo questo successo, venne reso noto che Tiwa Savage aveva lasciato definitivamente la Marvin Records e firmato un contratto della durata di 7 anni con Universal Music Group.
Nel giugno 2019, Tiwa Savage ha preso parte al progetto di Beyoncé The Lion King: The Gift, interpretando una delle canzoni incluse nell'album. Nel settembre successivo Tiwa ha pubblicato il singolo 49-99, suo primo brano pubblicato via Motown Records. Sempre nel 2019, Tiwa Savage ha collaborato coi Coldplay cantando i background vocals del brano Eko. Nel 2020, Tiwa Savage ha pubblicato molti altri singoli, tra cui Dangerous Love, Koroba e la collaborazione con Sam Smith Temptation.

## Vita personale
Tiwa Savage è sposata con Tunji "Tee Billz" Balogun. Il 23 novembre 2013, la coppia si è sposata all'Arca di Lekki. Il 1 ° gennaio 2015, Savage e suo marito hanno annunciato di aspettare il loro primo figlio. Il 22 luglio 2015, Tiwa Savage ha dato alla luce Jamil Balogun. Il 28 aprile 2016, Tunji "Tee Billz" Balogun, in una serie di post di social media, ha accusato la moglie di infedeltà. In un'intervista condotta dal giornale Thisday e Pulse Nigeria, Tiwa Savage ha affrontato la discussione sui lunghi messaggi sui social media del marito riguardanti il loro matrimonio. Ha smentito le accuse di infedeltà fatte dal marito, accusandolo di imprudenza finanziaria, tossicodipendenza e abbandono. Ha inoltre affermato che il suo matrimonio con lui era finito.

## Filantropia
In seguito al successo del suo primo album, Tiwa Savage ha portato avanti numerose campagne per la sensibilizzazione verso l'attuazione di screening per il cancro al seno. La cantante ha inoltre aiutato a raccogliere denaro da utilizzare per la costruzione di scuole in Nigeria.

## Riconoscimenti
Nel 2017 le è stato conferito il BB 100 Women award.

## Discografia
Album in studio
- Once Upon a Time (2013)
- R.E.D (2015)

Compilation
- Solar Plexus (2012)

### EP
- Sugarcane (2017)

Singoli
- Kele Kele Love (2010)
- Love Me (3x) (2011)
- Ife Wa Gbona (ft Leo Wonder) (2012)
- Folarin
- Oma Ga
- Without My Heart (ft Don Jazzy) (2013)
- Olorun Mi
- Eminado (ft Don Jazzy)
- Love in Yellow (2014)
- My Darlin
- African Waist (ft Don Jazzy)

Collaborazioni
- Beremole con Adey, album Uplifted (2012)[39]
- Oyi Remix con Flavour N'abania (2012)[40]
- Darlin con Stan Iyke, album Uplifted (2012)[41]
- God Sent con Jaywon (2013)[42]
- Ordinary Love con Sarkodie (2013)[43]
- Girlie O (Remix) con Patoranking  (2014)[44]
- Girlie O (Remix), album Sarkology (2014)[44]

## Televisione
- Shuga (terza stagione), 2013-2014[45][46]
- For Colored Girls, 2011[47]

## Premi e nomination

### Premi
- Best Collabo Song al COSON Song Awards, Girlie O (Remix) (2015)
- Best Reggae/Dancehall Single al The Headies 2014, Patoranking featuring Tiwa Savage (2014)
- Most Gifted Female al 2014 Channel O Music Video Awards per Eminado (featuring Don Jazzy)[48]
- Female Artist of the Year al 2014 Nigeria Entertainment Awards[49]
- Best Pop/R&B Artist of the Year al 2014 Nigeria Entertainment Awards
- Best Female West Africa al African Muzik Magazine Awards[50]
- Musician of The Year (Female) al City People Entertainment Awards[51]
- Best Female al MTV Africa Music Awards 2014[52]
- Best Highlife al 	Nigeria Music Video Awards (NMVA)[53]
- Best Vocal Performance (Female) al The Headies, per "Love Me (3x)"[54]
- Most Gifted R&B Music Video of the Year al Channel O Music Video Awards, per "Oyi (Remix)" (Flavour N'abania featuring Tiwa Savage)[55]
- Female Musician of the Year al City People Entertainment Awards[56]
- Best R&B Soul Song al Afrotainment Museke Online Music Awards, per "Kele Kele Love"[57]
- Most Stylish Female Artiste al FAB Magazine Awards[58]
- Most Promising Act al Dynamix All Youth Awards[59]

### Nomination (selezione)
- African Video of the Year al WatsUp TV Africa Music Viedeo Awards (2016)[60]
- Best African Female Video
- Best West African Video
- Best African Performance all'One Africa Music Fest 2016
- African Artiste of the Year al Vodafone Ghana Music Awards (2015)[61]
- Artist of the Year(Female) al City People Awards[62]
- Best Love Song al Song Awards per My Darlin[63]
- Best Female Artist al ELOY Awards per "Wanted"[64]
- Hip Hop World Revelation of the Year al The Headies 2014[65]
- Most Gifted Video of the Year al Channel O Africa Music Video Awards (2014)[66]
- Best African Act al MOBO Awards (2014)[67]
- Best Album of the Year per Once Upon a Time[68]
- Best Music Video of the Year (Artist & Director) per "Eminado" (featuring Don Jazzy)
- Best International Act: Africa al BET Awards 2014 (2014)[69]
- World's Best Song, World's Best Video, World's Best Female Artist, World's Best Live Act e World's Best Entertainer of the Year al World Music Awards, per "Eminado" (featuring Don Jazzy) (2013)[70]
- Musician of the Year (Female) al City People Entertainment Awards (2013)[71]
- Video of the Year al Entertainment Awards (2012)[72]
- Channel O Music Video Awards, Most Gifted Female Video, "Kele Kele Love"[73]
- Female Musician of the Year e Song of the Year al Tush Youth Awards per "Love Me (3x)" (2011)[74]
- Promising Artiste of the Year al Dynamix All Youth Awards (2010)[75]